# Lista odcinków serialu Bitten
Poniżej znajduje się lista odcinków serialu telewizyjnego  Bitten – emitowanego przez kanadyjską stację telewizyjną  SyFy od 1 stycznia 2014 roku do 15 kwietnia 2016 roku. Powstały łącznie 3 serię, które składają się z 33 odcinków. W Polsce nie był jeszcze emitowany.

## Przegląd sezonów
| Sezon | Sezon | Odcinki | Premiera w Kanadzie | Premiera w Kanadzie | Premiera w Polsce           | Premiera w Polsce           | Premiera w Polsce           |
| Sezon | Sezon | Odcinki | Premiera w Kanadzie | Premiera w Kanadzie | Dostęp VOD (Netflix Polska) | Emisja telewizyjna (Sci Fi) | Emisja telewizyjna (Sci Fi) |
| Sezon | Sezon | Odcinki | Premiera sezonu     | Finał sezonu        | Dostęp VOD (Netflix Polska) | Premiera sezonu             | Finał sezonu                |
| ----- | ----- | ------- | ------------------- | ------------------- | --------------------------- | --------------------------- | --------------------------- |
|       | 1     | 13      | 1 stycznia 2014     | 5 kwietnia 2014     | 7 października 2018         | 13 marca 2023               | 29 marca 2023               |
|       | 2     | 10      | 7 lutego 2015       | 11 kwietnia 2015    | 7 października 2018         | 30 marca 2023               | 12 kwietnia 2023            |
|       | 3     | 10      | 12 lutego 2016      | 15 kwietnia 2016    | 7 października 2018         | 12 kwietnia 2023            | 26 kwietnia 2023            |

## Sezon 1 (2014)
| Nr | #  | Tytuł     | Polski tytuł        | Reżyseria      | Scenariusz                       | Premiera w Kanadzie | Premiera w Polsce   |
| -- | -- | --------- | ------------------- | -------------- | -------------------------------- | ------------------- | ------------------- |
| 1  | 1  | Summons   | Wezwanie            | Brad Turner    | Daegan Fryklind                  | 11 stycznia 2014    | 7 października 2018 |
| 2  | 2  | Prodigal  | Marnotrawny         | Brad Turner    | Daegan Fryklind                  | 18 stycznia 2014    | 7 października 2018 |
| 3  | 3  | Trespass  | Przekroczyc granicę | Andy Mikita    | Daegan Fryklind, Denis McGrath   | 25 stycznia 2014    | 7 października 2018 |
| 4  | 4  | Grief     | Bolesna strata      | Paul Fox       | Daegan Fryklind, Grant Rosenberg | 1 lutego 2014       | 7 października 2018 |
| 5  | 5  | Bitten    | Ugryziony           | Andy Mikita    | Daegan Fryklind                  | 8 lutego 2014       | 7 października 2018 |
| 6  | 6  | Committed | Zobowiązania        | Paul Fox       | Daegan Fryklind, Karen Hill      | 15 lutego 2014      | 7 października 2018 |
| 7  | 7  | Stalking  | Na tropie           | T.W. Peacocke  | Daegan Fryklind, Grant Rosenberg | 22 lutego 2014      | 7 października 2018 |
| 8  | 8  | Prisoner  | Więzień             | Grant Harvey   | Daegan Fryklind, Wil Zmak        | 1 marca 2014        | 7 października 2018 |
| 9  | 9  | Vengeance | Zemsta              | John Fawcett   | Daegan Fryklind, Will Pascoe     | 8 marca 2014        | 7 października 2018 |
| 10 | 10 | Descent   | Rodowód             | James Dunnison | Daegan Fryklind, Julia Cohen     | 15 marca 2014       | 7 października 2018 |
| 11 | 11 | Settling  | Porachunki          | James Dunnison | Daegan Fryklind, Wil Zmak        | 22 marca 2014       | 7 października 2018 |
| 12 | 12 | Caged     | Schwytany           | Kelly Makin    | Daegan Fryklind, Will Pascoe     | 29 marca 2014       | 7 października 2018 |
| 13 | 13 | Ready     | Gotowi do walki     | T.J. Scott     | Daegan Fryklind                  | 5 kwietnia 2014     | 7 października 2018 |

## Sezon 2 (2015)
| Nr | #  | Tytuł                | Polski tytuł         | Reżyseria           | Scenariusz                        | Premiera w Kanadzie | Premiera w Polsce   |
| -- | -- | -------------------- | -------------------- | ------------------- | --------------------------------- | ------------------- | ------------------- |
| 14 | 1  | Bad Blood            | Zła krew             | Grant Harvey        | Daegan Fryklind                   | 7 lutego 2015       | 7 października 2018 |
| 15 | 2  | Scare Tactics        | Taktyka zastraszania | Jeremiah S. Chechik | Wil Zmak                          | 14 lutego 2015      | 7 października 2018 |
| 16 | 3  | Hell's Teeth         | Do diabła!           | James Dunnison      | Michael MacLennan                 | 21 lutego 2015      | 7 października 2018 |
| 17 | 4  | Dead Meat            | Wydrzeć sekret       | James Dunnison      | Jenn Engels                       | 28 lutego 2015      | 7 października 2018 |
| 18 | 5  | Rabbit Hole          | Królicza nora        | Bruce McDonald      | Daegan Fryklind                   | 7 marca 2015        | 7 października 2018 |
| 19 | 6  | Nine Circles         | Dziewięć kręgów      | Bradley Walsh       | Wil Zmak                          | 14 marca 2015       | 7 października 2018 |
| 20 | 7  | Bad Dreams           | Koszmary             | J.B. Sugar          | Larry Bambrick                    | 21 marca 2015       | 7 października 2018 |
| 21 | 8  | Dark Ants            | Czarna magia         | Rick Bota           | Michael MacLennan                 | 28 marca 2015       | 7 października 2018 |
| 22 | 9  | Scavenger's Daughter | Szatański plan       | Grant Harvey        | Garfield Lindsay Miller, Wil Zmak | 4 kwietnia 2015     | 7 października 2018 |
| 23 | 10 | Fine Temporum        | Ostateczna rozgrywka | TJ Scott            | Daegan Fryklind                   | 11 kwietnia 2015    | 7 października 2018 |

## Sezon 3 (2016)
22 maja 2015 roku, stacja Space przedłuża "Bitten" o trzeci sezon.
| Nr | #  | Tytuł                      | Polski tytuł              | Reżyseria         | Scenariusz                  | Premiera w Kanadzie | Premiera w Polsce   |
| -- | -- | -------------------------- | ------------------------- | ----------------- | --------------------------- | ------------------- | ------------------- |
| 24 | 1  | Family, Of Sorts           | Tak jakby rodzina         | David Wellington  | Daegan Fryklind             | 12 lutego 2016      | 7 października 2018 |
| 25 | 2  | Our Own Blood              | Nasza własna krew         | David Wellington  | Jenn Engels                 | 19 lutego 2016      | 7 października 2018 |
| 26 | 3  | Right Behind You           | Czyha gdzieś w pobliżu... | James Dunnison    | Wil Zmak                    | 26 lutego 2016      | 7 października 2018 |
| 27 | 4  | A Quiet Dog                | Układ                     | James Dunnison    | Larry Bambrick              | 4 marca 2016        | 7 października 2018 |
| 28 | 5  | Of Sonders Weight          | Bolesne skutki            | J.B. Sugar        | Daegan Fryklind             | 11 marca 2016       | 7 października 2018 |
| 29 | 6  | Rule of Anger              | Prawo gniewu              | John Stead        | Wil Zmak                    | 18 marca 2016       | 7 października 2018 |
| 30 | 7  | On the Brink               | Na krawędzi               | James Dunnison    | Garfield Lindsay Miller     | 18 marca 2016       | 7 października 2018 |
| 31 | 8  | Tili Tili Bom              | Tirli, tirli, bum         | James Dunnison    | Larry Bambrick, Jenn Engels | 1 kwietnia 2016     | 7 października 2018 |
| 32 | 9  | Shock the System           | Zmienić zasady            | Nathaniel Goodman | Wil Zmak                    | 8 kwietnia 2016     | 7 października 2018 |
| 33 | 10 | Truth, Changes, Everything | Prawda, zmienia, wszystko | Nathaniel Goodman | Daegan Fryklind             | 15 kwietnia 2016    | 7 października 2018 |